# Xanthosoma robustum
Xanthosoma robustum är en kallaväxtart som beskrevs av Heinrich Wilhelm Schott. Xanthosoma robustum ingår i släktet Xanthosoma och familjen kallaväxter. Inga underarter finns listade.

## Bildgalleri

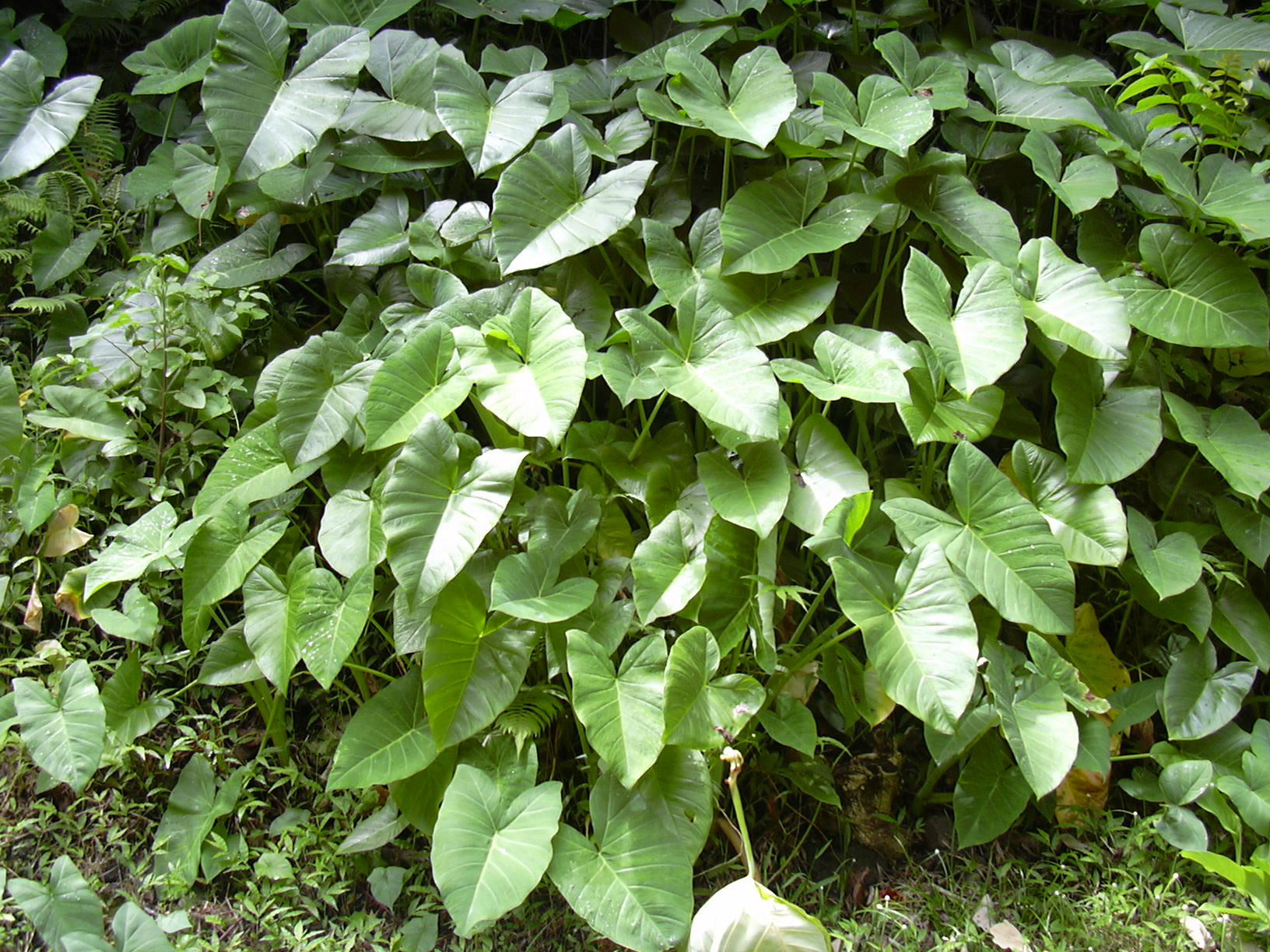
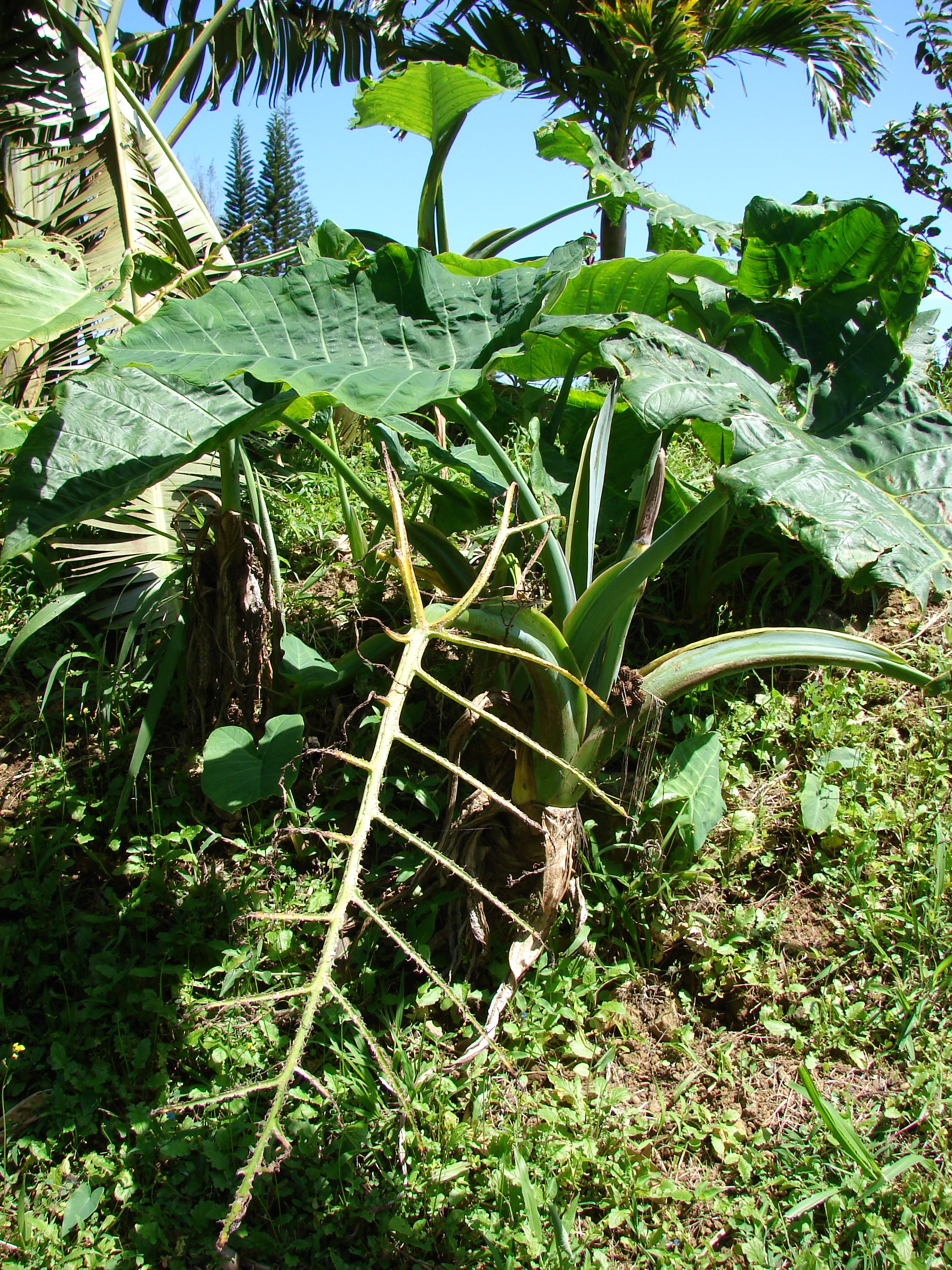
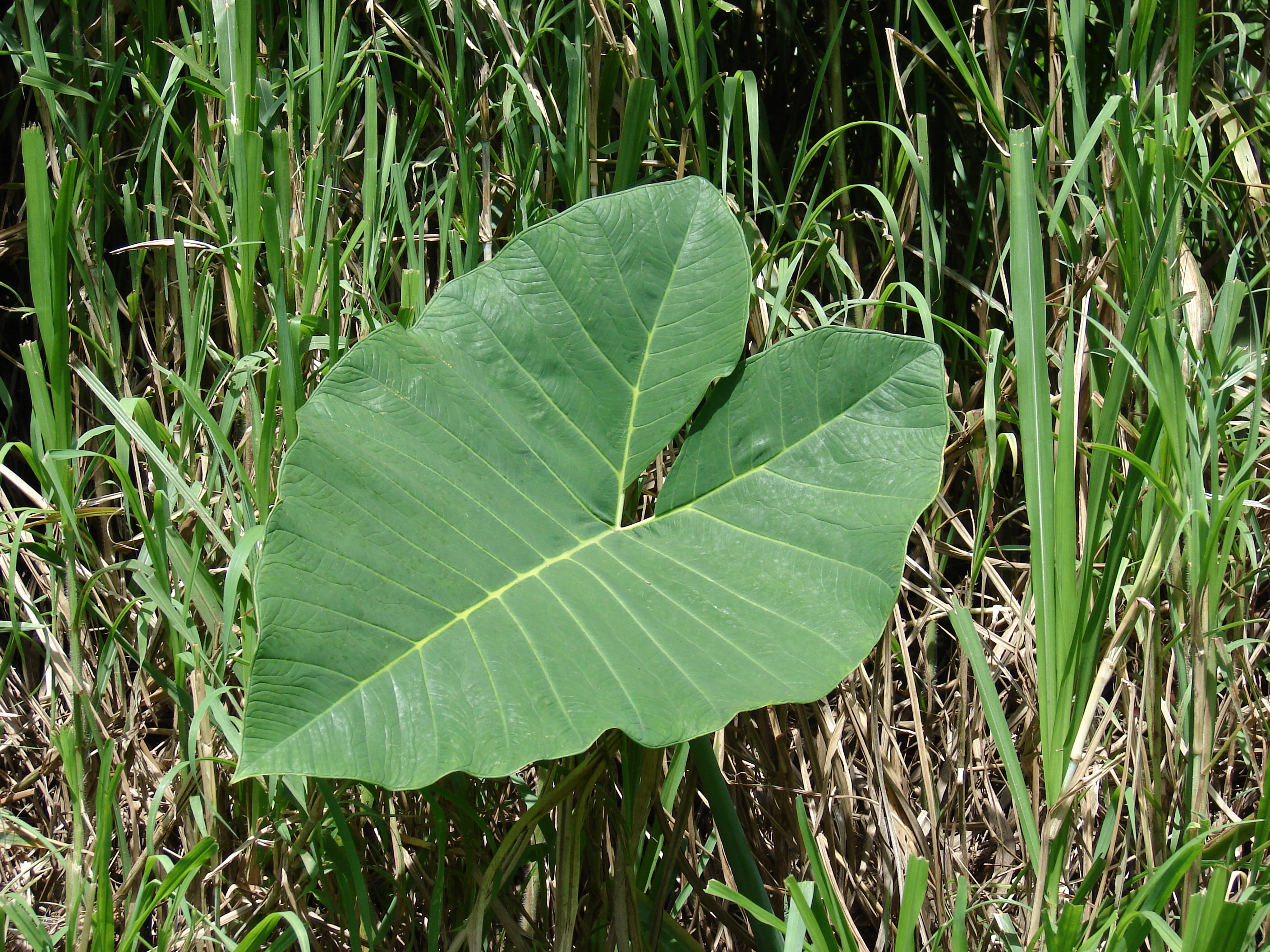
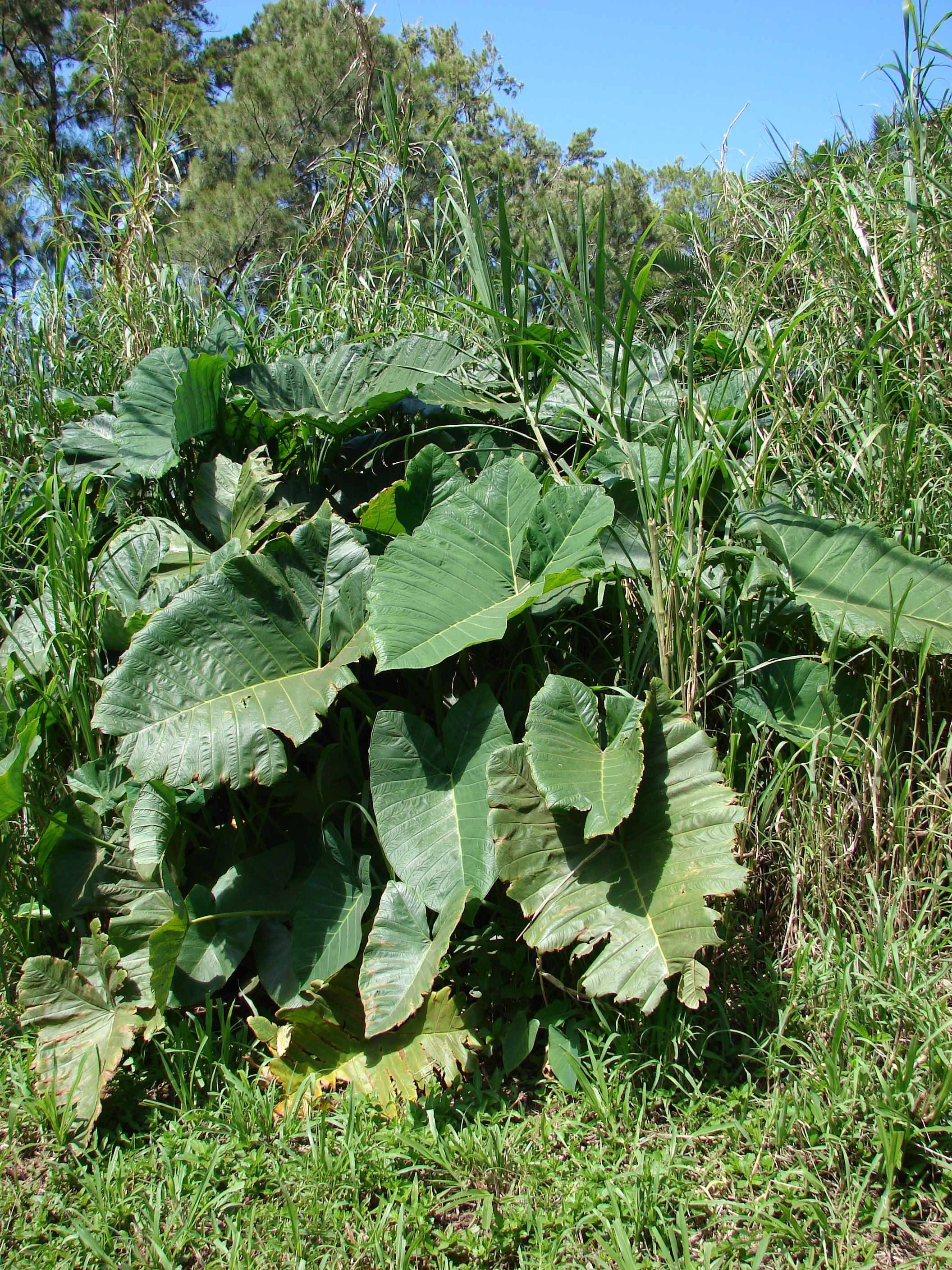